# Spoorlijn 58
Spoorlijn 58 is een Belgische spoorlijn die Gent verbindt met Eeklo. De spoorlijn is 22,7 km lang. Voor 1959 liep de lijn nog door tot in Brugge, en was de spoorlijn 51,4 km lang. Een deel van dit voormalige tracé tussen Brugge en Maldegem is nu ingericht als fietsroute onder de naam Abdijenroute.

## Geschiedenis
Op 25 juni 1861 werd tussen Gent-Dampoort en Eeklo een enkelsporige spoorlijn geopend door de spoorwegmaatschappij Chemins de fer de Gand à Eecloo. Op 16 november 1862 werd tussen Eeklo en Maldegem een enkelsporige spoorlijn geopend door de spoorwegmaatschappij Chemins de fer d'Eeclo à Bruges. Deze spoorlijn sloot aan op de spoorlijn vanuit Gent. Door dezelfde maatschappij werd op 22 juni 1863 deze spoorlijn verlengd tot in Brugge. De bedoeling was te concurreren met de huidige lijn 50A Brugge - Gent via Aalter, een lijn die in die tijd door dunbevolkt gebied liep en geëxploiteerd werd door de Staatsspoorwegen, met het motief dat de lijn via Eeklo en Maldegem door in die tijd druk industriegebied zou lopen en dus rendabeler zou zijn. Het liep echter anders af...

### Gedeeltelijke sluiting
Rond de eeuwwisseling namen de Staatsspoorwegen de lijn reeds over en degradeerde ze tot een lokale zijlijn. In het spoorboekje van 1904 wordt de lijn nog als lijn 57 genummerd. In het spoorboekje uit 1935 is de huidige nummering naar lijn 58 te zien. Samen met de opkomst van de auto luidde dit de neergang in. De laatste passagierstrein vertrok op 26 februari 1959 omstreeks 21.30u naar Brugge, waarna het reizigersverkeer werd overgenomen door autobussen. In datzelfde jaar werd het goederenvervoer tussen Sijsele en Assebroek stopgezet. In 1962 werden de sporen opgebroken. Vanuit de andere richting bleef tussen Donk en Sijsele nog enkel militair vervoer naar Sijsele, maar ook dit werd in 1962 stopgezet en kort daarna werden ook hier de sporen opgebroken. Tussen Brugge en Assebroek werd het goederenverkeer stopgezet op 1 augustus 1967. Een jaar later werden eveneens de sporen opgebroken.

#### Een (nooit uitgevoerde) heropstanding

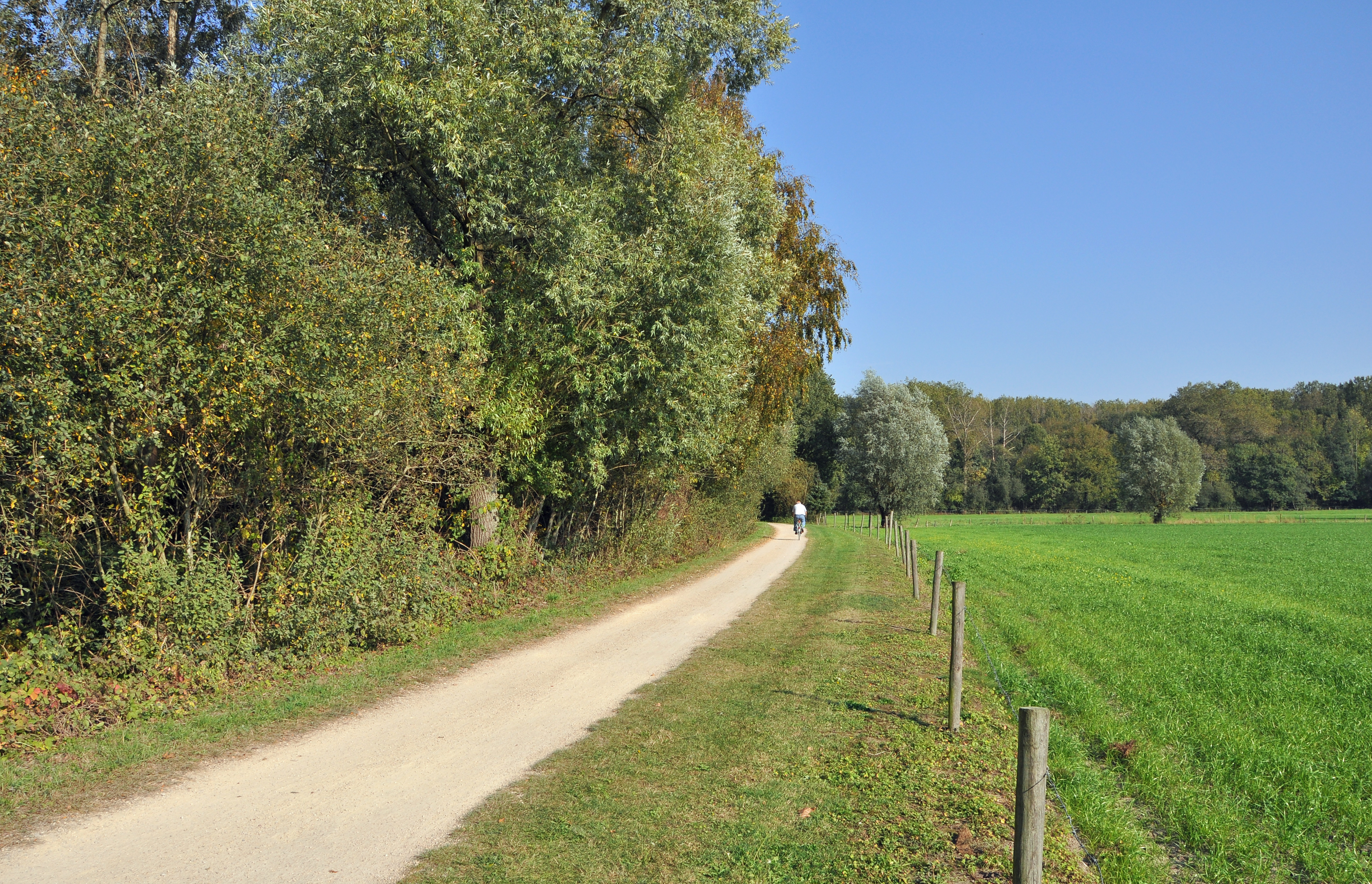
Opgebroken gedeelte van de lijn tussen Steenbrugge en Assebroek (Brugge), thans fietspad Abdijenroute.

Nochtans, de NMBS zocht een middel om het steeds drukker wordend treinverkeer op de lijn 50A Brugge - Gent te ontlasten. Het goederenverkeer Zeebrugge - Antwerpen rechtstreeks via L58 Maldegem - Eeklo sturen werd als plausibele oplossing naar voor geschoven. Daarvoor zou alles op dubbelspoor met elektrificatie worden gebracht, met inclusief een nieuwe brug over het Schipdonkkanaal in Balgerhoeke. Probleem echter werd het kanaal Gent-Brugge in Assebroek-Steenbrugge. Die – inmiddels verdwenen – brug moest stedenbouwkundig door een hoge vaste brug worden vervangen.
Daarvoor werd in het Brugse spooremplacement ondertussen al voorbereidingen getroffen. Het naar het noorden afwijkende L58-spoor, achter het huidige Bombardier richting Steenbrugge, werd op een verhoogde berm heraangelegd en alvast tijdelijk van een stootblok voorzien. Ondertussen verkreeg een AD-warenhuis langs de Baron Ruzettelaan een bouwvergunning om dwars op het tracé van de lijn hun filiaal op te richten. De wakkere observator, echter, zal niet naast het eigenaardige dakgootprofiel kunnen kijken: een hoog gedeelte staat naast een ingezonken laag gedeelte. Het is juist daar, in het verlengde van dat lagere gedeelte, dat de spoorwegbrug was voorzien. De trein zou dus letterlijk over het warenhuis heen rijden.
Nu, tientallen jaren verder, ligt alles zoals het er toen ook al bij lag. Steenbrugge-Station werd een nieuwe woonwijk, het verhoogde stootbloklijntje wacht nog steeds, het AD-warenhuis wordt nog steeds niet overreden, er is een fietspad aangelegd op het spoortracé door Assebroek en Ryckeveldebos. De fietsroute tussen Steenbrugge en Maldegem is zo'n 11 km lang en draagt de naam Abdijenroute, verwijzend naar de nabijgelegen Sint-Trudoabdij en het klooster Engelendale. De route is een van de groene assen in beheer van de provincie West-Vlaanderen.
Sijsele-station staat er nog en is in ombouw als nieuw jeugdhuis en de originele noodbrug uit de oorlog 40-45 over het Schipdonkkanaal in Balgerhoeke, de huidige brug dus, werd als monument beschermd. De plannen L58 werden opgeborgen en L50A (Brugge - Aalter - Gent) komt nu toch definitief op vier sporen. L58 kon dus museumlijn worden.

#### Het museumdeel van spoorlijn 58

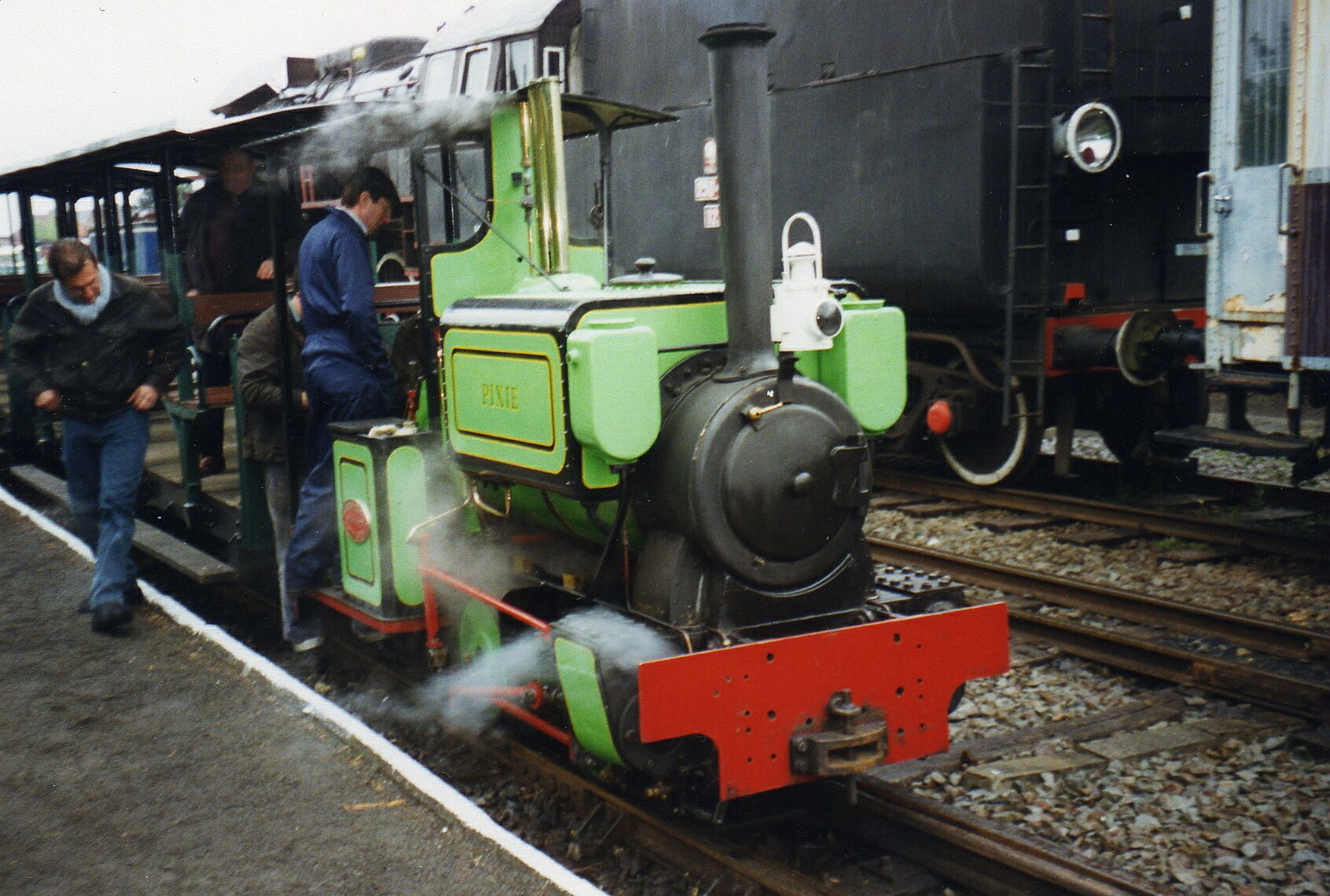
Stoomtrein op het 60 cm breed spoor.

Op het eind van de jaren tachtig was er echter terug bedrijvigheid op en rond de Maldegemse stationsite. Een groep Brugse spoorfanaten - die de fase van modelbouw ontgroeid waren en sinds enige jaren op een privéterrein in Maldegem hun hobby op ware grootte hadden beproefd - streken in Maldegem neer en kochten alle door de NMBS verlaten gebouwen (station, goederenloods, baanwachtershuis) op. Het stoomcentrum Maldegem startte onmiddellijk met de aanleg van een smalspoor op de oude bedding richting Brugge en kon na het afschaffen van het goederenverkeer ook op normaalspoor gaan rijden.
Jarenlang werd de lijn zonder overwegsignalisatie en met het minimum aan onderhoud bereden, maar ondertussen beschikt het Stoomcentrum over de best uitgeruste museumlijn van het land wat dat betreft: staat van onderhoud, overwegbellen, lichten en slagbomen, de meeste door de trein zelf bediend, alles door Infrabel gekeurd. Enkele trajecten werden helemaal heraangelegd en waar nodig werden de 40kg-rails door 50kg-rails vervangen. Het gehele spooremplacement in Station Maldegem werd vernieuwd. In 2022 was, na 20 jaar werk, het museumdeel van de spoorlijn volledig vernieuwd en de houten dwarsliggers vervangen.
Het eindpunt in Eeklo kreeg in 2007, net voor de inrit van NMBS-station Eeklo, een eigen SCM-perron met een wissel en een zijspoor. De aansluiting met het Infrabel-net blijft echter permanent mogelijk.
Sinds 2019 is het eigen perron SCM deels buiten gebruik en rijden de museumtreinen deels verder naar spoor 3 van station Eeklo.

### Tijdelijk overslaan van de stations tussen Gent en Eeklo
Tussen Gent en Eeklo zijn de treinen steeds blijven rijden, maar tussen 1984 en 1988 werden de tussenliggende stations niet meer bediend (en vervangen door buslijn 58). Vanaf 1988 werden deze haltes opnieuw door de treinen bediend.

### Opnieuw een halte in Evergem
In 2007 kwam er opnieuw een spoorweghalte in Evergem, ter vervanging van een eerder station dat in 1958 buiten gebruik werd genomen ten gevolge van de aanleg van de Ringvaart.

## Huidige toestand
De spoorlijn is dubbelsporig van Y Ledeberg (oorsprong) tot Wondelgem, en geëlektrificeerd van Y Ledeberg tot Gent Dampoort. Dit laatste als onderdeel van de verbinding Gent - Antwerpen (Spoorlijn 59).
Verder is de spoorlijn niet geëlektrificeerd, en overal enkelsporig. De lijnsnelheid bedraagt 120 km/h tussen Wondelgem en Eeklo. Op deze sectie is in 2021 ETCS 1 LS aangelegd.
Op de sectie Y Ledeberg - Eeklo rijden NMBS-treinen.
Op deze sectie, ter hoogte van Wondelgem, is op 7 november 2007 een vrachtwagen tegen een brug gereden. De brug raakte 25 cm verschoven, de sporen erop 10 cm. Niemand raakte gewond.
Op de sectie Eeklo - Maldegem is de (normaalspoor)lijn eigendom van en gekeurd door Infrabel, maar wordt de lijn beheerd als museumlijn door het Stoomcentrum Maldegem.
Op de spoorwegbedding tussen Maldegem en de overweg aan de Kleine Bogaardestraat richting Donk ligt een smalspoorlijn (60 cm spoorbreedte) van dezelfde vereniging.
Op de spoorwegbedding tussen Donk en Brugge werd een toeristisch fiets- en wandelpad aangelegd ('Abdijenroute'). De stationsgebouwen van Maldegem, Donk en Sijsele zijn in goede staat bewaard gebleven.

## Voorstel voor ombouw en verlenging naar Maldegem
Er waren in de jaren 2010 voorstellen om deze lijn om te bouwen tot sneltram dan wel lichtgewichttrein. De lijn zou dan tot Maldegem verlengd worden. Een verlenging als reguliere spoorlijn is moeilijk omdat dan volgens hedendaagse veiligheidsnormen gelijkgrondse overwegen afgeschaft worden en deels vervangen door tunnels of bruggen.
De parallelle en gelijknamige buslijn 58 (Brugge-Gent) is bij de invoering van de basisbereikbaarheid in januari 2024 vervangen door twee buslijnen: enerzijds door buslijn 50, die niet meer het bochtige traject Waarschoot - Sleidinge - Evergem - Wondelgem - Gent volgt (ongeveer langs de tussenliggende stations), maar wel een sneller traject N9 - Drongen - R4 - Gent-Sint-Pieters; anderzijds door buslijn 56, die het traject Eeklo - Kaprijke - Sleidinge - Evergem - Gent-Zuid volgt. Daarmee beconcurreert de buslijn niet meer de spoorlijn, en voldoet beter als alternatief voor de ontbrekende treinverbinding in Maldegem.

## Toekomst
Op het actieve deel van de spoorlijn deed Infrabel voorstellen om de overwegen af te schaffen in onder andere Waarschoot, en sloot een akkoord om die in Evergem af te schaffen. Om de overwegen in Gent af te schaffen houdt een studie uit 2021 over de Zuidelijke Havenring Gent de mogelijkheid open om spoorlijn 58 op te hogen rond de Muide (alhoewel in 2008 de Wiedauwkaaibrug al vervangen is door een nieuwe gelijkgrondse kopie).
Voorstellen om de lijn rechtstreeks aan te sluiten op het Gentse tramnet (met een tramtrein) stuitten op praktische bezwaren omdat de tram daar (zoals elders in Vlaanderen) meterspoor gebruikt, dus een andere spoorbreedte dan het normaalspoor van de spoorwegen.

## Treindiensten
De NMBS verzorgt het personenvervoer met IC, piekuur-, ICT en S- treinen.
| Serie           | Treinsoort            | Route                                                                          | Bijzonderheden |
| --------------- | --------------------- | ------------------------------------------------------------------------------ | --- |
| IC 02           | Intercity (NMBS)      | Oostende – Gent-Sint-Pieters – Antwerpen-Centraal                              | |
| IC 04 IC 19700  | Intercity (NMBS)      | Antwerpen-Centraal – Gent-Sint-Pieters – Kortrijk – Poperinge / Lille-Flandres | Wordt gesplitst in Kortrijk; Kortrijk - Moeskroen - Rijsel is 19700, TER K80 vanaf Tourcoing (f)                            |
| IC 28           | Intercity (NMBS)      | Antwerpen-Centraal – Gent-Sint-Pieters – Lichtervelde – De Panne               | Rijdt niet in het weekend, stopt in juli/augustus tijdens de week in Beervelde                                              |
| S 51            | S-trein Gent (NMBS)   | Eeklo – Gent-Sint-Pieters – Oudenaarde – Ronse                                 | Rijdt op zondag 1×/2u. |
| S 51 7084/8084  | Piekuurtrein (NMBS)   | Eeklo – Gent-Sint-Pieters                                                      | Rijdt alleen op werkdagen, niet tijdens vakanties                                                                           |
| S 51 7085/8085  | Piekuurtrein (NMBS)   | Eeklo – Gent-Sint-Pieters                                                      | Rijdt alleen op werkdagen, niet tijdens vakanties                                                                           |
| S 53            | S-trein Gent (NMBS)   | (Ronse – ) Oudenaarde – Gent-Sint-Pieters – Gent-Dampoort – Lokeren            | Rijdt niet tijdens de week in juli/augustus, rijdt in de spits tot Ronse, rijdt in het weekend enkel tussen Gent en Lokeren |
| P 7013/8013     | Piekuurtrein (NMBS)   | Sint-Niklaas – Gent-Dampoort – Brussel-Zuid – Schaarbeek                       | Rijdt alleen op werkdagen.                                                                                                  |
| EXP 18122/18135 | Toeristentrein (NMBS) | Antwerpen-Centraal – Sint-Niklaas – Gent-Sint-Pieters – Brugge – Blankenberge  | Rijdt in juli en augustus, rijdt enkel in het weekend Sjabloon:Tabelrij treinserie NMBS EXP 18126/18136                     |

## Aansluitingen
In de volgende plaatsen is of was er een aansluiting op de volgende spoorlijnen:
Y Oost Δ Ledeberg
Spoorlijn 50E tussen Y Merelbeke en Gent-Sint-Pieters
Gent-Dampoort
Spoorlijn 59 tussen Y Oost-Berchem en Gent-Dampoort
Spoorlijn 59B tussen Y Sint-Bernadettestraat en Gent-Zeehaven
Y Boma
Spoorlijn 204 tussen Y Boma en Zelzate
Y Kanaal
Spoorlijn 58A tussen Y Kanaal en Gent-Rabot
Wondelgem
Spoorlijn 55 tussen Gent-Sint-Pieters en Terneuzen
Spoorlijn 203 tussen Wondelgem en Wondelgem-Kanaal
Eeklo
Spoorlijn 55A tussen Zelzate en Eeklo
Brugge
Spoorlijn 50A tussen Brussel-Zuid en Oostende
Spoorlijn 50D tussen Y Stuyvenberg en Brugge (verdubbeling van 50A)
Spoorlijn 51 tussen Brugge en Blankenberge
Spoorlijn 66 tussen Brugge en Kortrijk

## Verbindingssporen
58/1: Y West Driehoek Ledeberg (lijn 50E) - Y Noord Driehoek Ledeberg (lijn 58)
58/2: Y Muide (lijn 58) - Gent-Zeehaven (lijn 59B, lijn 204/1)

## Lijn 58D
Lijn 58D was een goederenlijn in het Gentse haven-industriegebied. Deze takte af van lijn 58, tussen de brug over de Schelde en het station Gent-Dampoort, om eerst het goederenstation Gent-Oost te bedienen en om daarna, via de Oktrooibrug (thans een wegbrug in de grote rotonde van de R40) over de Kasteelsluis, langs het Handelsdok dood te lopen.

## Kunstwerken
- Wiedauwkaaibrug
- Een geklasseerde ophaalbrug over het Schipdonkkanaal te Balgerhoeke

## Lijn 58A
Lijn 58A was een goederenlijn in het Gentse haven-industriegebied, van de aftakking Kanaal tot Gent-Rabot. Geopend op 1 juni 1872, opgeheven in 1985 en in 1986 opgebroken. Vanaf 1875 tot in het begin van de twintigste eeuw was er ook reizigersverkeer op deze lijn.